# تایپ‌فیس

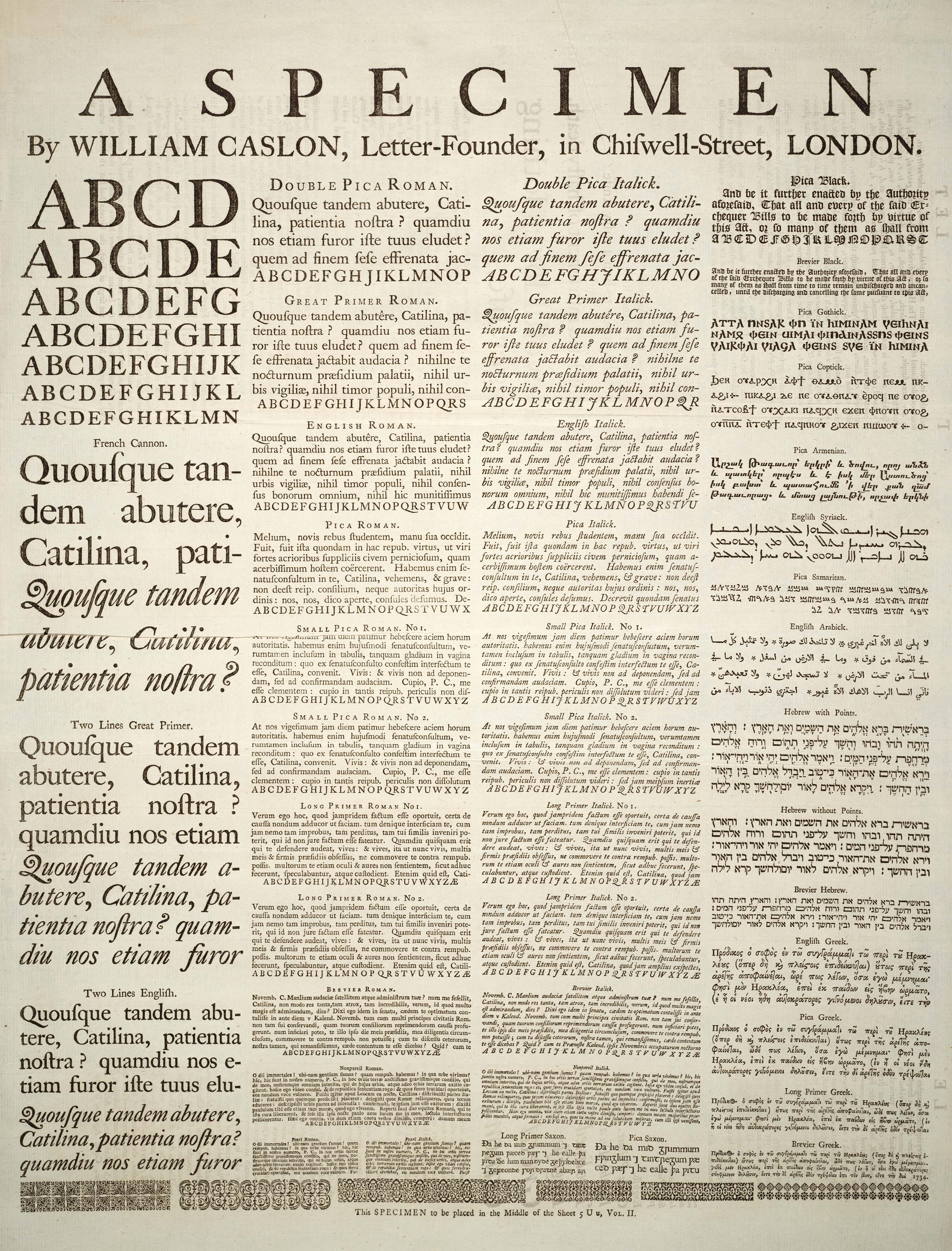
صفحه‌ای از طرح حرف‌های متفاوت پرینت شده

در تایپوگرافی تایپ‌فیس یا طرح حروف (typeface) یا خانواده فونت (font family) به دسته‌ای از قلم (رایانه) گفته می‌شود که گلیف‌ها، طرح مشابه و مشترکی داشته باشند.
هر طرح حروف فونت دارای سبک، وزن، عرض، ایتالیک، قرارگیری در متن و طراحی خاصی است؛ به عنوان مثال "ITC Garamond Bold Condensed Italic"با فونت  "ITC Garamond Condensed Italic" و "ITC Garamond Bold Condensed" متفاوت است ولی همهٔ آنها دارای یک طرح حرف مشترک هستند که "ITC Garamond" نامیده می‌شود همچنین طرح حرف ITC Garamond  با  "Adobe Garamond" یا "Monotype Garamond" نیز متفاوت است.
یک تایپ‌فیس شامل حروف الفبا، اعداد، سمبل‌ها، علائم نوشتاری مانند کاما و پرانتز و علائم نوشتاری فرمول‌های ریاضی می‌باشد.